# Cidinho et Doca
Cidinho et Doca (en portugais : Cidinho e Doca ou Cidinho & Doca) est un duo de rap originaire de Rio de Janeiro, composé de Sidney da Silva (MC Cidinho) et Marcos Paulo de Jesus Peizoto (MC Doca), deux rappeurs appartenant au genre proibidão.
Le duo est connu pour son interprétation de Rap de armas, une chanson créée à l'origine par Junior e Leonardo. Cette chanson apparaît dans la bande son du film brésilien Troupe d'élite en 2007.
La chanson illustre l'intrusion quotidienne dans les favelas d'escouade d'élite de la police du Brésil, dans le but de lutter contre le crime et le trafic de drogue. Malgré sa popularité, Rap das Armas n'est jamais diffusée sur les ondes radio brésiliennes et est retirée de la bande originale deux semaines avant sa mise en vente parce qu'elle est accusée de faire l'éloge des armes à feu et de la désobéissance civile, ce qui est interdit au Brésil. 
Cidinho et Doca devient populaire en-dehors du Brésil à travers une série de remix de sa chanson Rap das Armas. Elle s'impose comme un hit au Portugal en 2008 et sort également aux États-Unis. Un remix réalisé par DJ Quintino atteint la première place du Dutch Singles Chart en février 2009 et du Swedish Singles Chart en été 2009. Le groupe fonde une ONG au nom de leur chanson la plus célèbre, dont le but est de promouvoir le sport comme moyen de réussite afin d'éloigner les enfants défavorisés du milieu de la drogue.
Le duo se sépare en 2007 et les deux poursuivent une carrière en solo. Cidinho tombe cependant rapidement dans la drogue. En 2016, les deux membres jouent à nouveau ensemble et affirment vouloir produire un nouvel album.

## Albums
- 1995 : Eu Só Quero É Ser Feliz
- 1998 : É O Bonde da C.D.D
- 2000 : Desarme-se
- 2008 : Rap das Armas

## Singles
- 1994 : Rap das Armas[1],[3]
- 1995 : Rap da Felicidade[3]